# Ганнибал, Генрих
Генрих Ганнибал (нем. Heinrich Hannibal; 19 ноября 1889, Зёллинген (Нижняя Саксония) — 9 мая 1971, Гамбург) — высокопоставленный член СС в нацистской Германии,  бригадефюрер СС и генерал-майор охранной полиции. В конце сентября 1941 года 303-й полицейский батальон под его командованием участвовал в массовых расстрелах евреев в урочище Бабий Яр в Киеве.

## Биография
Родился в семье мастера обувных дел Генриха Ганнибала и его жены Софи, урожденной Хехт.
До 1905 года посещал начальную школу в Зёллингене, до 1907 года – подготовительную школу унтер-офицеров в Нейбрейзахе, а затем до 1909 года – школу унтер-офицеров в Юлихе. 1 апреля 1909 года поступил на службу в 4-й Лотарингский пехотный полк № 136 прусской армии в Страсбурге.
В составе этого полка воевал в звании фельдфебеля на Западном и Восточном фронтах, а также в Румынии в Первую мировую войну и был трижды ранен. Награждён Железным крестом 1-го и 2-го классов.
После войны поступил на службу в Добровольческий корпус ополчения. В 1919 году был переведён во временный рейхсвер, где служил в 104-м пехотном полку. В июле 1920 года уволился из армии в звании лейтенанта. Служил в полиции безопасности и охраны в Ордруфе, а затем в Мюльхаузене. Пройдя подготовку в полицейских школах в Бурге, Дюссельдорфе и Магдебурге, командовал полицейским участком Бохум-Юг. С декабря 1935 года служил децернентом при правительственном президенте в Арнсберге. В 1937 году ему было поручено командование охранной полицией района Харбурга в Гамбурге.
1 марта 1932 года вступил в НСДАП, 1 мая 1939 года — в СС.
После начала Второй мировой войны с ноября 1939 года командовал 303-м рекрутским батальоном полиции в Бремене. История этого полицейского батальона непосредственно связана с Холокостом. После его дислокации в Польше летом 1941 года он был объединён с двумя другими батальонами и образовал полицейский полк «Россия-Юг», который действовал под командованием высшего руководителя СС и полиции Фридриха Еккельна. Во время массовых расстрелов в урочище Бабий Яр в Киеве, в ходе которых под руководством зондеркоманды 4а айнзацгруппы С за два дня в конце сентября 1941 года были убиты более 33 тысяч евреев, 303-й полицейский батальон доставлял жертв к месту расстрела, участвовал в оцеплении и конфисковывал имущество убитых. Батальон также проводил казни во многих других местах, хотя у командира Генриха Ганнибала изначально были сомнения относительно участия в убийствах.
В январе 1942 года он был назначен на должность начальника отделения полиции в Херсоне. С апреля 1943 года – командир 31-го полицейского стрелкового полка СС, участвовавшего в так называемых антибандитских операциях. Был тяжело ранен.
С 1 мая 1944 года – штандартенфюрер СС и полковник охранной полиции. 23 августа 1944 года награждён Рыцарским крестом Железного креста за заслуги в составе боевой группы Готтберга (группа армий «Центр»). Боевая группа Готтберга проводила акции против партизан и была ответственна за многочисленные массовые убийства в Белоруссии. С июня 1944 года она была развернута как фронтовая из-за высоких потерь немцев во время летнего наступления Красной армии. Осенью 1944 года Ганнибал принял командование боевой группой в составе 4-й армии в Восточной Пруссии.
С 9 ноября 1944 года – оберфюрер СС, с 30 января 1945 года – бригадефюрер СС и генерал-майор охранной полиции.
В ходе расследования, которое с 1965 года велось прокуратурами ФРГ, не удалось установить причастность Ганнибала к военным преступлениям и предъявить ему обвинения.